# Universitat de Gal·les Trinity Saint David
La Universitat de Gal·les Trinity Saint David (en gal·lès: Prifysgol Cymru Y Drindod Dewi Sant) és una universitat amb tres campus principals al sud-oest de Gal·les, a Carmarthen, Lampeter i Swansea, un quart campus a Londres, i centres d'aprenentatge a Cardiff i Birmingham.
La universitat va néixer per mitjà de la fusió de les dues institucions d'educació superior més antigues de Gal·les, la Universitat de Gal·les, Lampeter (UWL) i el Trinity University College (TUC) el 2010. L'1 d'agost de 2013 la universitat es va fusionar amb la Swansea Metropolitan University. El 2018 la Universitat de Gal·les també s'hi va fusionar.
El 2020, la universitat va signar una aliança estratègica amb la Universitat de Gal·les del Sud per mitjà d'una declaració conjunta que establia que les dues universitats «treballaran juntes en una missió nacional per a enfortir la capacitat d'innovació de Gal·les, donant suport a la regeneració econòmica i la renovació de les seves comunitats», tot conservant la seva autonomia i identitats diferents.